# توميسلاف إيفيتشيتش
توميسلاف إيفيتشيتش (باللغة الكرواتية: Tomislav Ivičić) (مواليد 27 أكتوبر 1987) هو لاعب كرة قدم كرواتي يلعب لصالح نادي إيزولا.

## مسيرته
ولد في باكراتش، بجمهورية كرواتيا الاشتراكية، ولعب مع أندية بيلوفار، وكريزيفتشي، وشيبينيك، وميديمورجي، وبوموراك كوسترينا بين عامي 2006 و2011. في صيف عام 2011 انضم إلى نادي كارلوفاتش ولعب في الدوري الكرواتي الأول 2011-2012. خلال عام 2012، لعب مع نادي فينوغرادار ونادي ساموبور. في النصف الثاني من موسم 2012-2013 لعب مع نادي جوسك غابيلا في الدوري البوسني الممتاز، وفي موسم 2013-2014 لعب في نادي الفحيحيل في الدوري الكويتي الممتاز. ثم عاد إلى كرواتيا ولعب النصف الأول من موسم 2014-2015 مع نادي إن كيه روديش في الدوري الكرواتي الثاني. في يناير 2015، كان في الخارج مرة أخرى، وهذه المرة وقع مع نادي نابريداك كروشيفاتس في الدوري الصربي الممتاز.
في صيف عام 2017، انضم إلى نادي إن كيه زادار. في 31 يناير 2019، انضم إيفيتشيتش إلى نادي بي إس في شوارز فايس ريدن الألماني بعقد حتى يونيو 2020.

## روابط خارجية
- توميسلاف إيفيتشيتش على موقع قاعدة بيانات كرة القدم.إي يو (الإنجليزية)
- توميسلاف إيفيتشيتش على موقع Soccerway.com (الإنجليزية)